# Friedrich II. von Wittelsbach

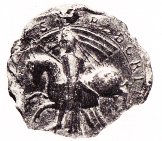
Siegel des Pfalzgrafen Friedrich II. von Wittelsbach

Friedrich II. von Wittelsbach (* um 1120; † 15. September 1198 in Kloster Ensdorf), Pfalzgraf von Wörth (1156), Pfalzgraf von Lengenfeld (1165) und Graf von Kelheim (1170), war ein Sohn von Otto V. von Scheyern und dessen Gattin Heilika von Lengenfeld. 1184 ehelichte er die Tochter des Grafen Mangold von Donauwörth.

## Leben
Urkundlich tritt Friedrich II. erstmals 1135 auf, damals hat er an einem von  Kaiser Lothar einberufenen  Reichstag in Worms teilgenommen. Er folgte darauf in das Hoflager des Kaisers und war im Mai 1136 bei ihm zu Merseburg. 1142 hielt er sich am Hof König Konrads III. in Würzburg auf. Damals wurde die Hochzeit von Gertrud, Mutter von Heinrich dem Löwen, mit Markgraf Heinrich II. Jasomirgott und die Übertragung des Herzogtums Bayern auf diesen Babenberger vorbereitet. 
Vermutlich hat Friedrich 1147–1149 an dem Zweiten Kreuzzug teilgenommen. Nach dem Tode seines Vaters 1156 fand sich Friedrich mit seinem Bruder Otto und dem Grafen Otto von Scheyern-Valley am Hofe von Kaiser Barbarossa in Nürnberg ein. Bei den Kämpfen zwischen Barbarossa und dem lombardischen Städtebund soll Friedrich mit seinen Brüdern große Tapferkeit bewiesen haben. 
Er war Mitschutzvogt des  Klosters Weihenstephan, des Stiftes Ebersberg und des Klosters Ensdorf. Vor allem an das Kloster Ensdorf verschenkte er  beträchtliche Güter. Mit Herzog Welf VI. und Heinrich II.,  Burggraf von Regensburg, reiste er 1172 nochmals nach Palästina. Vor der Reise machte er sein Testament, aus dem seine reichen Besitzungen hervorgehen. Vorsorglich verschrieb er dem Kloster Ensdorf zwei Drittel der Lebensmittelversorgung von Lengfeld. 
Friedrich fühlte sich stark dem geistlichen Stand zugeneigt. 1179 hat er sein Schwert auf dem Altar niedergelegt, vermutlich in Ensdorf, denn dort erscheint er 1184–1192 in den Dokumenten als derjenige „der einst Pfalzgraf war“. Spätere Überlieferungen bezeichnen ihn ausdrücklich als Laienbruder bzw. „Bärtling“. Dennoch hielt er sich häufig außerhalb von Ensdorf auf, so z. B. in Regensburg, wo er im Regensburger Dom eine eigene Kapelle hatte. 
Nach seinem Tod ging sein reiches Besitztum an die Brüder des Klosters Ensdorf über. In der dortigen Kirche St. Jakobus ist er auch beigesetzt.